# Ashby de la Launde and Bloxholm
Ashby de la Launde and Bloxholm är en civil parish i Storbritannien.   Den ligger i grevskapet Lincolnshire och riksdelen England, i den sydöstra delen av landet, 170 km norr om huvudstaden London.